# Dammarie-sur-Saulx
Dammarie-sur-Saulx é uma comuna francesa na região administrativa de Grande Leste, no departamento de Meuse. Estende-se por uma área de 11,34 km². Em 2010 a comuna tinha 417 habitantes (densidade: 36,8 hab./km²).